# Leszek Nartowski
Leszek Józef Nartowski, właśc. Leszek Kril, także Leszek Kril-Nartowski (ur. 17 maja 1931 w Zamościu, zm. 26 października 1977 w Łodzi) – polski operator filmów animowanych.

## Życiorys
Leszek Józef Nartowski urodził się 17 maja 1931 w Zamościu, gdzie w tym czasie jego matka Maria Kril (z domu Myćka) pracowała jako nauczycielka w tamtejszym Seminarium Nauczycielskim.
Po wybuchu II wojny światowej i kampanii wrześniowej powrócił do Sanoka. Tam w 1949 ukończył I Państwową Szkołę Męską Stopnia Podstawowego i Licealnego (uczyła tam jego matka).
Został harcerzem, po 1945 pełnił funkcję sekretarza sanockiego hufca i drużynowego szóstej drużyny harcerskiej w stopniu druha (wówczas opiekunem sanockiego harcerstwa został Józef Pohorski, ponadto działali m.in. hufcowy Franciszek Moszoro, przyboczny Czesław Borczyk). W gimnazjum był założycielem teatru kukiełkowego (wraz z Zygmuntem Prugarem, synem gen. Bronisława Prugara-Ketlinga). W drugiej połowie 1949 urzędowo zmieniono jego nazwisko z Kril na Nartowski.
W 1957 został absolwentem Wydziału Operatorskiego Państwowej Wyższej Szkoły Filmowej (PWSF) w Łodzi. Jego fotografię przełomu Sanu w Sanoku wydrukowano w pierwszym wydaniu publikacji pt. Sanok i okolice z 1958 autorstwa Stefana Stefańskiego. Był członkiem Sanockiego Towarzystwa Fotografizne (wzgl. Polskie Towarzystwo Fotograficzne w Sanoku).
Po wyjeździe do Bielska został operatorem filmowym. Od 1955 wykonywał zdjęcia do filmów filmów animowanych, np. do serii o Colargolu (w tym Przygody Misia Colargola, Colargol i cudowna walizka), Kto tu mieszka i wielu innych (łącznie około 150). Pracował w ramach Studia Małych Form Filmowych „Se-ma-for”. Był asystentem w Wyższej Szkole Filmowej w Łodzi.
Zamieszkiwał przy ulicy Zakątnej w Łodzi. Zmarł 26 października 1977.

## Filmografia (wybór)
- Przygody Sindbada Żeglarza (1957)[2]
- Pan Korek (1958)[2]
- Pyza (1959)[2]
- Przygody Misia Colargola (1970-1979)
- Przygody Misia Uszatka (1975-1977)
- Opowiadania Muminków (1977)
- Colargol i cudowna walizka (1979)[2]

## Wyróżnienia
- Nagroda Naczelnego Zarządu Kinematografii „Srebrny Lajkonik” dla najlepszego filmu dla dzieci – za "walory rozrywkowe w deficytowym gatunku filmu dziecięcego" (1966, Ogólnopolski Festiwal Filmów Krótkometrażowych w Krakowie).
- Odznaka Honorowa Miasta Łodzi (5 grudnia 1967, przyznana przez Prezydium Rady Narodowej miasta Łodzi w uznaniu szczególnych zasług dla rozwoju miasta)[18].
- Nagroda Miasta Łodzi (styczeń 1972, przyznana przez Prezydium Rady Narodowej miasta Łodzi dla ośmioosobowego zespołu realizatorów Studia Małych Form Filmowych „Se-Ma-For” za osiągnięcia w dziedzinie upowszechniania kultury i twórczości artystycznej)[19][20].